# Physophyllia ayleni
Espèce
Statut CITES
Physophyllia ayleni est une espèce de coraux appartenant à la famille des Merulinidae ou la famille Pectiniidae.